# Thaumastochelopsis wardi
Thaumastochelopsis wardi är en kräftdjursart som beskrevs av Bruce 1988. Thaumastochelopsis wardi ingår i släktet Thaumastochelopsis och familjen Thaumastochelidae. IUCN kategoriserar arten globalt som otillräckligt studerad. Inga underarter finns listade i Catalogue of Life.